# Ley Taiana
La Ley de Universidades Nacionales, más conocida como Ley Taiana o Ley 20.654/74, fue una legislación argentina promulgada en 1974 durante el gobierno de Juan Domingo Perón que regulaba la educación superior. 
La ley debe su nombre a su impulsor, Jorge Alberto Taiana, quien se desempeñaba como Ministro de Educación de Cámpora. La ley fue tratado en marzo de 1974 en el congreso y contó con el apoyo del FREJULI, la Unión Cívica Radical y partidos menores.
Fue derogada en 1980 por el gobierno militar autodenominado Proceso de Reorganización Nacional al promulgarse el Régimen Orgánico de Universidades Nacionales.

## Contenido
La ley disponía:
- Reconocimiento a la autonomía, el cogobierno y la libertad de cátedra en las universidades[3]
- Los Consejos Superiores y Directivos se conformaban con un 60% de profesores, 30% de estudiantes y 10% de trabajadores no docentes
- Se establecía la incompatibilidad de la función docente con la pertenencia a empresas multinacionales o extranjeras y a organismos internacionales “cuyos objetivos o accionar se hallen en colisión con los intereses de la Nación”
- Se delegaba en el PEN la reglamentación de una Coordinación Interuniversitaria que debía ser “compatible con el sistema nacional de planificación y desarrollo”
- Definía la jubilación de los docentes a los 65 años